# فرد وايت (معلق رياضي)
فرد وايت (بالإنجليزية: Fred White)‏ هو معلق رياضي أمريكي، ولد في 29 مايو 1936، وتوفي في 15 مايو 2013 بسبب ورم ميلانيني.